# 2675 Tolkien
Tolkien (asteroide 2675) é um asteroide da cintura principal com um diâmetro de 42 quilómetros, a 1,9878711 UA. Possui uma excentricidade de 0,1015999.
Tolkien tem  uma inclinação de 2,75335º.
Este asteroide foi descoberto em 14 de abril de 1982 por Martin Watt.
O seu nome é uma homenagem ao escritor inglês J. R. R. Tolkien.